# Улица Бабушкина (Ижевск)
У́лица Ба́бушкина — улица в Индустриальном и Первомайском районах города Ижевск. Проходит с юга на север от улицы Ухтомского до улицы 10 лет Октября. Располагается между улицей Смирнова и лесопосадкой. Нумерация домов ведётся от перекрёстка с улицей Ленина.

## Название
Улице присвоено имя Бабушкина по решению исполкома Ижевского горсовета 16 октября 1937 года. Названа в память об Александре Семёновиче Бабушкине — ижевском рабочем-революционере, первом председателе ЧК Ижевска.

## Расположение
Улица проходит через жилой район Ипподромный Первомайского административного района и через жилые районы Карлутский и Культбаза Индустриального административного района Ижевска. Начало улицы расположено между садоводческими массивами «Знамя» и «Восточный-2». От них улица Бабушкина проходит в северном направлении, пересекает улицу Ленина, проходит через Индустриальный район и заканчивается на улице 10 лет Октября.
Пересечения:
- улица Ленина
- Воткинский переулок
- Уральский переулок
- переулок Сурикова[5]

С нечётной стороны примыкают: улицы Академика Павлова, Рылеева, Куйбышева и Спартаковский переулок.

## Примечательные здания и сооружения
По чётной стороне:
- № 156 — развлекательный комплекс «Десятка».
- садоводческие массивы «Восточный-1» и «Восточный-2».

## Транспорт
- Трамвай № , ,  (ст. «Улица Бабушкина»)
- Автобусы № 28, 40, 79, 281, 319, 344, маршрутные такси № 10, 45, 341 (ост. Ул. Смирнова)

По самой улице маршруты общественного транспорта не проходят.